# Пчеларство
Пчеларство (или апикултура, од латинске речи apis = "пчела") је врста пољопривредног занимања које подразумева гајење и искоришћавање медоносне пчеле у кошницама за добијање директних или индиректних користи. Место где се узгајају пчеле назива се пчелињак.
Директне користи од бављења пчеларством пчелар добија у следећим производима: мед, пчелињи восак, пчелињи отров (убод), матични млеч, цветни прах (полен), прополис. Поред тога добија и ројеве и матице за репродукцију у пчеларству.
Индиректна корист коју даје пчеларство опрашивањем пољопривредног биља, знатно је већа од директне, за око 100 до 150 пута, јер у природи око 80% биљака су ентомофилне (биљке које опрашују инсекти). Око 150 културних биљака на подручју Балкана захтева опрашивање помоћу пчела.
Пчеларење може да буде:
- хоби;
- додатни посао;
- комерцијални посао.

## Историја пчеларства
Пчеларство је једно од најранијих занимања човека. Старије је од ратарства, па можда и од сточарства. Предак данашњег човека није узгајао пчеле, већ их је тражио у шупљинама дрвећа и стена. Пчеле је уништавао, а одузимао им мед и восак. Најстарији податак о пчеларству потиче из каменог доба. Нађен је у пећини код Бакора у Шпанији, стар је око 30.000 година и на њему је представљено узимање меда из стене.
Стари Египћани и Асирци су међу првим узгајали пчеле. Познавали су и методу одузимања меда а да не униште пчеле. У многим гробницама нађени су рељефи на којима су насликане пчеле и мед у саћу. Стари Грци примили су вештину пчеларења од Египћана, а Римљани од Грка.
У извештају Прискуса Ретора о писму византијског цара Теодосија II (408—450) хунском владару Атили наводи се да су војници у рату добијали уместо хране кашику, а уместо вина медос. Медос (мед с грчким додатком ос) је медовина, омиљено пиће старих Словена. Употреба медоса (медовине) у Панонској низији, где су тада владали Хуни, показује да су Словени, насељени око реке Дунава и Тисе, били главни произвођачи медоса, јер је реч мед није ни грчка ни хунска, већ словенска.
Након коначног насељавања Јужних Словена на Балкан пчеларство је добило још већи привредни и културни значај. Мед и восак су произвођени не само за становништво и војску, већ и за трговину. Сачувани су одређени писмени споменици српских владара који то потврђују. Тако у писму Стефана Првовенчаног, којим је регулисана трговина Дубровчана, стоји између осталог и ово: 
Нека је свима знано, да је краљевство ми дало милост Дубровчанима да продају вино без воде и мед по ценовнику, и ако се нађе ко да продаје вино са водом или мед преко ценовника, да му се узме све што има.
Краљ Урош, дајући Дубровчанима привилегије да тргују по српским земљама, наређује:
Да им се не узме силом ни скрлат, ни мед, ни брашно, ни која друга роба.
За време краља Милутина пчелари су били ослобођени свих других дужности, па и војних. Зато из чињенице да је мед у средњем веку био цењени артикал трговине, може се закључити да су услови за пчеларење тада били добри и да су пчелари били мајстори свог посла. Пчеларство је тада било цењено зато што се мед користио као замена за шећер, који је био скупа намирница.
С пропашћу српских држава, пропали су и велики пчелињаци манастира и српске властеле. Међутим, поред свих ратова и осталих друштвених недаћа, српски сељак је наставио да и даље гаји пчеле све до данас.

## Врсте пчелињака
- Стационирани пчелињак - пчелињак у ком су кошнице током целе године на једном месту.
- Селећи пчелињак - пчелињак у коме се кошнице селе на подручја где у зависности од доба године цветају медоносне биљке.
- Екопчелињак - пчелињак у ком се пчеле узгајају на

посебан (еколошки) начин уз надзор државних институција.

## Пчеларски прибор
Поред незаобилазне кошнице, за основно бављење пчеларством потребни су: димилица, пчеларска капа, нож за отварање кошница, кавези за матице, сандуче за пчеларски прибор, сандук за преношење оквира, неколико матичних решетки и ситан алат (чекић, клешта, ексери и др.).

#### Димилица
Димилица служи за умиривање пчела. То је справа која се састоји из меха и лимене ваљкасте кутије са ложиштем и затварачем. Испод ложишта које се налази с доње стране се налази цевчица кроз коју мех убацује ваздух. Струјање ваздуха чини да запаљени материјал гори и да дим млазевима излази кроз отвор. Ако се неколико млазева дима нанесе на пчеле, оне ће да усисају одређену количину меда. Када довољно напуне желудац медом, постаће троме и мирне.
Прекомерно задимљавање пчела, нарочито при хладнијим данима, није препоручљиво јер тиме пчела оптерећује свој желудац што може да изазове појаву ноземозе.

#### Пчеларска капа
Пчеларска капа штити главу пчелара од пчелињих убода. Капа са мрежом мора да буде провидна и због тога се најчешће прави од црног памучног конца.

#### Нож за отварање кошнице
Нож за отварање кошнице је битна справа у пчеларству и зато га пчелар увек мора имати при руци. Подешен је за стругање, чишћење, раздвајање оквира и тела итд.

#### Врцаљка
Врцаљка је део опреме која омогућава вађење (врцање) меда из саћа. Рамови се смештају у врцаљку и окрећу се, а затим услед центрифугалне силе мед излази из саћа и удара у зид врцаљке. А затим се слива ка славини врцаљке и складишти се у амбалажу. Пошто пчеле мед стављају у саће са обе стране рама, потребно је рамове окренути и поновити врцање. Врцаљка може да буде на ручни и електрични погон. У пракси, чешће се срећу врцаљке на ручни погон, а на електрични погон су присутне у већим пчелињацима. Врцаљке се разликују и по броју рамова које је могуће одједанпут врцати. Најчешће су врцаљке са 4 места за рамове, али нису ретке и са више места.

## Инвентар покретне кошнице
Рани облици сакупљања меда подразумевали су уништење целокупне колоније када је мед био сакупљен. Дивља кошница је грубо погубљена, помоћу дима за потискивање пчела, сатне основе су разбијали - заједно са јајима, ларвама и медом који су задржавали. Течни мед из уништеног гнезда био је напрегнут кроз сито или корпу. Ово је било деструктивно и нехигијенско, али за друштва ловаца сакупљача то није било важно, пошто се мед генерално конзумирао одмах и увек је било више дивљих колонија да експлоатишу. Али у насељеним друштвима уништавање пчеларске колоније значило је губитак драгоценог ресурса; овај недостатак је учинио пчеларима како неефикасним тако и нечим што је активност "зауставити и започети". Не може бити континуитета производње и нема могућности селективног узгоја, пошто је свака пчела колонија уништена у време жетве, заједно са драгоценом краљицом (матицом).
Током средњовековног периода, Аббеји и манастири су били центри пчеларства, пошто је пчелињи восак био високо цењен за свеће, а ферментисани мед се користио за производњу алкохолних пића у подручјима Европе где грожђе не би расло. У 18. и 19. веку су се виделе сукцесивне фазе револуције у пчеларству, што је омогућило да се пчеле чувају када се узму жетве.
Међусобне фазе у транзицији од старог пчеларства до новог су забележили на пример Томас Вилдман у 1768/1770, који је описао напредак у вези са деструктивним старим начином пчеларства, тако да пчеле више нису морале бити убијене како би сакупили мед. Вилдман је, на пример, фиксирао паралелни низ дрвених шипки преко врха сламне кошнице или скепа (са посебним кровом од сламе, који ће касније бити фиксиран) "тако да постоје у свих седам решења" [у 10 инча- пречника (250 мм) "на које пчеле постављају своје сатне основе" ". Такође је описао коришћење таквих кошница у вишеслојној конфигурацији, предодређујући савремену употребу насатавака: описао је додавање (у одговарајућем времену) сукцесивно доле испод сламених сламица и евентуално уклањање оних које су горе, када нема сатних основа испуњених медом, тако да се пчеле могу посебно чувати на жетви за наредну сезону. Вилдман је такође описао даљи развој, користећи кошнице са "клизним оквирима" како би пчеле могле да изграде своје сатне основе, што указује на савремену употребу покретних кошница. Вилдманова књига признаје напредак у познавању пчела које су раније дали Свамердам, Маралди и де Реамур - он је укључио дугачак превод Реамуровог приказа природне историје пчела - а он је такође описао иницијативе других у дизајнирању кошница за очување животиње у животу узимајући у жетву, цитирајући нарочито извјештаје из Бретања из 1750-их. Међутим, претходници модерних кошница са покретним оквирима који се данас углавном користе, сматрају се традиционалним кошницама са кровом од сламе из Грчке, познате под називом "грчки кошари". Најстарије сведочење о њиховој употреби датира из 1669. године, иако је вероватно да њихова употреба има више од 3000 година
У 19. веку ова револуција у пчеларској пракси довршена је кроз перфекцију кошнице са покретним рамовима Американца Лоренца Лореина Лангстрота. Лангстрот је прва особа која је практично искористила Хуберово раније откриће да је постојало одређено просторно растојање између саћа, касније названог пчеларског простора, које пчеле не блокирају воском, већ одржавају слободан пролаз. Након што је одредио овај простор (између 5 и 8 мм, или 1/4 до 3/8 "), Лангстрот је затим дизајнирао низ дрвених рамова унутар правоугаоне кутије, пажљиво одржавајући тачан размак између узастопних оквира и утврдио да пчеле граде паралелне сатне основе у кутији без везивања једне до друге или са зидовима кошница. То омогућава пчелару да извуче било који оквир из кошнице ради прегледа, без штете пчела или рама, штитећи јаја и ларве које су садржане у ћелијама, а исто тако је значило да се рамови са медом могу лагано уклонити и да се мед екстрахује без уништења рама. Основани медени рамови се затим могу вратити пчелама нетакнутим за пуњење. Лангстрохова књига, The Hive and Honey-bee, објављена 1853. године, описао је његово поновно откривање простора пчела и развој његове покретне кошнице. Проналазак и развој покретне кошнице повећали су раст производње комерцијалних медова у великој мери и у Европи и у САД (види и Пчеларство у Сједињеним Државама).

## Еволуција дизајна кошница
Лангстротов дизајн за покретне кошнице је обузео проналазаче са обе стране Атлантика и широк спектар покретних кошница дизајнираних и усавршених у Енглеској, Француској, Немачкој и Сједињеним Државама. Класични дизајни који су се развили у свакој земљи: дадантне кошнице и кошнице Лангстрот су и даље доминантне у САД; у Француској је Де-Лаиенс кутија-кошница постао популаран и у Великој Британији британска национална кошница постала је стандардна све до 1930—их година, иако је у Шкотској још увек популарна мања кошница Смита. У неким скандинавским земљама и у Русији традиционална кошница је остала до краја 20. века и још увијек се задржава у неким подручјима. Међутим, модели Лангстротх и Дадант остају свеприсутни у САД и у многим дијеловима Европе, иако су Шведска, Данска, Немачка, Француска и Италија све имале своје националне дизајне кошница. Регионалне варијације кошница развијене су тако да одражавају климу, цветну продуктивност и репродуктивне карактеристике различитих подврста матичне пчеле у сваком раму.
Разлике у димензијама кошница су безначајне у односу на уобичајене факторе у свим овим кошницама: све су квадратне или правоугаоне; сви користе покретне дрвене рамове; сви се састоје од подњаче, плодишта, медишта, збега и крова. Кошнице су традиционално изграђене од кедра, бора или чемпреса, али у последњих неколико година постају све заступљеније кошнице направљене од густог полиестера.
У кошницама се користи и матична решетка између плодишта и медишта, како би краљица држала јаја у ћелијама поред оних које садрже мед који није намењен за конзумирање. Такође, са појављивањем пчелиње ваши (варое), подови кошница се често замењују део године (или читаву) са жичаном мрежицом и одстрањивим лежиштем (обично направљеним од лима или пластике).

## Пионири комерцијалног и практичног пчеларства
У 19. веку произведена је експлозија иноватора и проналазача који су усавршили дизајн и производњу кошница, системе управљања и сточарства, побољшање залиха селективним узгојем, екстракцијом меда и маркетингом. Најважнији међу овим иноваторима били су:
Петро Прокопович, користе оквире са каналима на бочној страни дрвета; они су били упаковани један поред другог у кутије које су сложене једна на врху друге. Пчеле су путовале од оквира до рама и кутије у кутију путем канала. Канали су били слични резовима на странама савремених дрвених секција (1814).
Јан Дзиерзон, био је отац савремене апиологије и пчеларства. Сви модерни пчелари су потомци његовог дизајна.
Л. Л. Лангстротх, поштован као "отац америчке пикултуре"; ниједна друга особа није утицала на савремену праксу пчеларства више него Лорензо Лорраине Лангстротх. Његова класична књига The Hive and Honey-bee објављена је 1853. године.
Мојсије Куинби, често назван "отац комерцијалног пчеларства у Сједињеним Државама", аутор Mysteries of Bee-Keeping Explained.
Мајор Францесцо Де Хрусцхка био је италијански војни официр који је направио један кључни проналазак који је уздигао индустрију меда. Године 1865. изумео је једноставну машину за екстракцију меда од воска помоћу центрифугалне силе. Његова оригинална идеја била је једноставно да задржи восак у металном оквиру и потом их окренуо унутар контејнера како би сакупљали мед који је избачен центрифугалном силом. То је значило да се рамови могу вратити у кошницу неоштећени, али празни, чувајући пчеле од огромног рада, времена и материјала. Овај јединствени изум значајно је побољшао ефикасност бербе меда и уздигао модерну индустрију меда.
Валтер Т. Келлеи је био амерички пионир модерног пчеларства почетком и средином 20. века. У великој мери је побољшао пчеларску опрему и одећу и наставио да производи ове предмете као и другу опрему. Његова компанија продавала је пчеларску опрему по каталогу широм свијета и његову књигу "Како чувати пчеле и продати мед", уводну књигу пчеларства и маркетинга, омогућила је бум у пчеларству након Другог свјетског рата.
У Уједињеном Краљевству практичним пчеларством бавило је се почетком 20. века неколико људи, пре свега брат Адам, аутор многих наслова, укључујући производњу храста на британским острвима и проналазач оквира, који је и даље опште популаран у Уједињеном Краљевству Други познати британски пионири укључују Виллиам Херрод-Хемпсалл и Гале.
Др. Ахмед Заки Абусхади (1892-1955) био је египатски песник, доктор медицине, бактериолог и пчеларски научник који је био активан у Енглеској и Египту у раном делу двадесетог века. Године 1919. Абусхади је патентирао замењиви, стандардизовани алуминијумски сат. Године 1919. такође је основао The Apis Club у Бенсону, Oxfordshire, и периодични Bee World, који је требало да уређује Анние Д. Беттс, а касније др. Ева Цране. Клуб Апис је прешао у Међународну асоцијацију пчела (ИБРА). Архива се одржава у Националној библиотеци Велса. У Египту тридесетих година, Абусхади је основао The Bee Kingdom Leaguе и њен орган, The Bee Kingdom..
У Индији је Р. Н. Маттоо био пионирски радник у започињању пчеларства са индијском медом  почетком 1930—их година. Пчеларство са европском медом пчела покренуло је др А. С. С. Атвал и његови чланови тима О. П. Схарма и Н. П. Гоиал у Пенџабу почетком 1960. године. Остао је ограничен на Панџаб и Химацхал Прадесх до краја седамдесетих година. Касније 1982. године, др. РЦ Сихаг, који ради на Пољопривредном универзитету Хариана, Хисар (Хариана), представио је и успоставио ову пчеларицу у Харијани и стандардизовао своје управне праксе за полуазно-суптропске климе. На основу ових пракси, ова пчела би се могла проширити на остатак земље. Сада у Индији доминира пчеларство са Apis mellifera.

## Модерно пчеларство

#### Врхунске кошнице
Врхунске кошнице су широко прихваћене у Африци где се користе за одржавање тропских екотипа пчела. Њихове предности укључују лагану тежину, прилагодљиву, лако жетву меда и мање стресну за пчеле. Недостаци укључују честице које су крхке и не могу се обично извући и вратити пчелама за поновно пуњење и да се не могу лако проширити за додатно складиштење меда.
Све већи број аматерских пчелара усваја разне кошнице топ-бар сличне типу који се обично налази у Африци. Врхунске кошнице су првобитно коришћене као традиционална пчеларска метода у Грчкој и Вијетнаму са историјом која се давала више од 2000 година. Ове кошнице немају оквире, а чашић од меда се не враћа након извлачења. Због овога, производња меда ће вероватно бити нешто нижа од оне фрејмова и супер базиране кошнице, као што је Лангстротх или Дадант. Топ бар кошнице углавном држе људи који су више заинтересовани за пчеле у њиховом врту него за производњу меда. Неки од најпознатијих дизајна кошница са топ-бар су Кенијски Топ Бар Хиве са косим странама, Танзаниан Топ Бар Хиве са равним странама и Вертикални Топ Бар Хивес, као што су Варре или "Пеопле'с Хиве" које је дизајнирао Abbe Warrеу средином 1900-их.
Почетни трошкови и захтеви за опремом су обично много мањи од других дизајна кошница. Бор се често може користити за изградњу лијепе кошнице. Врхунске кошнице такође нуде неке предности за интеракцију са пчелама, а количина тежине која се мора подићи је значајно смањена. Топне барске кошнице се широко користе у земљама у развоју у Африци и Азији као резултат програма Беес фор Девелопмент. Од 2011. године све већи број пчелара у Сједињеним Америчким Државама користи разне кошнице са топ-баром.

#### Хоризонталне кошнице
У кошници Де-Лаиенс, Хоризонтал Хиве Џексон у различитим кошницама широм света користе се у Шпанији, Француској, Украјини, Белорусији, Африци и деловима Русије. Њихово ограничење је превасходно да је запремина фиксна и да се не може лако проширити. Мед се мора уклонити по једном фрејму истовремено, извадити или дробити, а празни оквири се враћају да се попуњава. Различите хоризонталне кошнице су прилагођене и широко користе за комерцијално пчеларство. Јацксон Хоризонтал Хиве је посебно прилагођен за тропску пољопривреду. Палуба Де-Лаиенс је популарна у деловима Шаније.

#### Вертикална оклопна рамена
У Сједињеним Државама се углавном користи кошница Лангстротх. Лангстротх је прва успешна отворена кошница са покретним оквирима. Многи други дизајн кошница засновани су на принципу пчелиног простора који је први описао Лангстротх. Лангстротх кошница је потомак пољских дизајна кошница Јан Дзиерзона. У Великој Британији, најчешћа врста кошница је британска Национална, која може држати Хоффман наставке, Бритисх Стандард или Манлеи оквире. Није неуобичајено видети неке друге врсте кошница (Смитх, Цоммерциал, ВБЦ, Лангстротх и Росе). Дадант и Модифиед Дадант кошнице се широко користе у Француској и Италији гдје су њихове велике величине предност. Скуаре Дадант кошнице - често се називају Дадант 12 или Дадант Бротхер Адам - у комерцијалним пчеларима у великим деловима Немачке и других дијелова Европе користе. Кужа Росе је савремени дизајн који покушава да реши многе недостатке и ограничења других покретних кошница. Једина значајна слабост дизајна Росеа је да она захтева 2 или 3 кутије као гнездо за гнездо, што даје велики број рамова које треба радити приликом управљања пчелама. Главна предност која се дијели овим дизајном јесте да се додатни простор за складиштење меда може додати преко кутија оквира доданих у кошницу. Ово такође поједностављује прикупљање меда јер се може уклонити читава кутија меда умјесто уклањања једног фрејма истовремено.

#### Заштитна одећа
Већина пчелара носи неку заштитну одећу. Новији пчелари обично носе рукавице и капуљачу, шешир. Искусни пчелари понекад бирају да не користе рукавице јер спречавају деликатне манипулације. Лице и врат су најважнија подручја за заштиту, тако да већина пчелара носи барем вео. Одбрамбене пчеле привлачи дах, а убод у лице може довести до много више бола и отока него убод на другим местима, док убод на голој руци може обично брзо бити уклоњен вађењем жаоке, како би се смањила количина отрова пуштеног у крвоток.
Заштитна одећа је углавном светла (али не и шарена) и глатког материјала. Ово обезбеђује максималну диференцијацију од природних предатора (нпр. медведа и творова) у колонији, који имају тенденцију да буду тамни и крзнени.
'Жаоке' задржане у тканини за одећу настављају емитовање алармног феромона који привлачи агресивну акцију и даље нападе. Редовно прање рубља, а испирање рукавица смањује агресивну реакцију..